# Peregrinação à ilha de Citera (Watteau)
Peregrinação à ilha de Citera (em francês: Pèlerinage à l'île de Cythère) é uma pintura de Antoine Watteau, realizada em 1717 e apresentado pelo pintor como uma peça de candidatura à Academia Real de Pintura e Escultura. A obra foi admitida na Academia que criou especialmente para ela o género de festa galante. O quadro está hoje em exposição no Museu do Louvre.
Em 1718, Watteau fez ele próprio uma réplica visivelmente diferente do anterior, intitulada Embarque para Citera (Embarquement pour Cythère), que pertenceu a Frederico II da Prússia e está exposta actualmente no Palácio de Charlotemburgo em Berlim.

## O assunto
Na Antiguidade, a ilha de Citera, situada nas ilhas gregas do mar Egeu, abrigava um templo dedicado a Afrodite, deusa do amor: as suas águas testemunharam o nascimento da deusa. A ilha simboliza, portanto, os prazeres amorosos.

## Descrição
Primeiro plano: Pares preparam-se para a partida, estando uma estátua de Afrodite diante de árvores. Segundo plano: prosseguimento da procissão. Fundo: o lado esquerdo é invadido pelo azul do mar e do céu e o rosa das montanhas distantes.
Vemos vários sinais mitológicos:
- Uma estatua que representa Afrodite, a deusa do amor
- Cupidos que fazem lembrar Eros, o deus do amor
- A popa do barco está decorada com uma concha, um dos símbolos de Afrodite

As pinceladas são tão suaves que podemos observar de perto os desenhos preparatórios e as repinturas.

## Composição
Watteau estabeleceu um certo equilíbrio no quadro ao distribuir com êxito os seus elementos. Foi capaz de compensar o desequilíbrio criado no quadro pelas linhas verticais das árvores e o eixo da estátua. Pintou de forma rápida, tendo feito esboços sem desenhar linhas precisas ou massas.
As suas cores quentes (rosa ouro) são acompanhadas de verde ou azul. Faz contrastes e gradientes de luz para representar os raios do sol que marcam o fim do dia.

## Interpretação

### Partida para a ilha, ou regresso?
Não pode ser determinado pela análise pictórica, se as pessoas acabam de desembarcar na ilha, ou se, pelo contrário, elas se aprestam para a deixar, relutantemente. Para o historiador de arte inglês Michael Levey, o quadro representa a partida da ilha e não a partida em direcção à ilha.
De fato, vários símbolos eróticos sugerem que a ilha é Citera:
- a Venus enfeitada na mata
- a barca em forma de cama
- pares já enlaçados
- alusões mitológicas (conforme referido antes)

A jovem mulher do casal da esquerda, em primeiro plano, vira-se e olha com pesar o lugar da sua felicidade. É por isso possível que a ilha seja já Citera e não o lugar de partida para essa ilha. Não há nenhuma ilha à distância, que poderia remover a dúvida; a luz e a baixa claridade sugerem o fim do dia, favorecendo por isso a hipótese de um retorno. Isso também explicaria a aparência melancólica da cena, ainda que a barca, em forma de cama, garanta que mesmo abandonando a ilha, a paixão não se extinguirá.

### A representação da sedução
Para Auguste Rodin, Watteau alcançou uma representação dos três estágios da sedução, expressa de acordo com os princípios da simultaneidade medieval, graças aos três casais em primeiro plano. O quadro poderia então ser lido como se segue, da direita para a esquerda:
- O cumprimento galante: ao pé da estátua de Vénus, uma jovem elegante, sentada, ouve as palavras sussurradas pelo seu admirador ajoelhado. Ela hesita enquanto um amor sentado na sua aljava puxa a saia para o encorajar.

- O convite: a mulher aceita a mão que lhe estende o seu cavalheiro para a ajudar a levantar-se, estando ela convencida.

- O abraço: os amantes descem para o cais totalmente de acordo (o casal é acompanhado por um cão pequeno, que por vezes tem sido interpretado como um símbolo erótico ou um símbolo de fidelidade)

Rodin dá do quadro a seguinte descrição:
O que podemos ver desde logo (...) é um grupo constituído por uma jovem e o seu admirador. O homem está vestido com um manto do amor, no qual está bordado um coração trespassado, gracioso distintivo da viagem que ele pretende realizar. (...) ela contrapõe uma indiferença talvez fingida (...) a vara de peregrino e o breviário de amor ainda estão por terra. À esquerda do grupo a que acabo de referir está um outro par. O amante aceita a mão que ela lhe estende para ajudá-la a levantar-se. (...) Mais longe, terceira cena.. O homem leva a sua dama pelo dorso para encaminhá-la. (...) Depois os amantes descem para o cais, e, (...) empurram-se a rir para o barco; os homens não têm mais necessidade de fazer pedidos: são as mulheres que se agarram a eles. Finalmente os peregrinos fazem os seus amigos entrar para a barca que balança sobre a água, a sua quimera dourada, os seus festões de flores e os seus lenços de seda vermelhos. Os marinheiros apoiados em varas estão prontos para os usar. E, já enlevados pela brisa, pequenos cupidos volteando guiam os viajantes para a ilha de azul que surge no horizonte.
O quadro não tende a expressar uma realidade social, porque a vontade de Watteau é sobretudo uma representação poética. Watteau era um poeta sonhador. Por exemplo, não existe nenhuma vontade de oposição social ao colocar lado a lado aristocratas e populares, mas antes uma representação do mundo do teatro, inspirado na commedia dell'arte.